# Castillo de Santa Bárbara (La Fresneda)
El castillo de la Orden de Calatrava es un castillo medieval situado sobre la cumbre de una colina sobre el pueblo de La Fresneda (Teruel) (Matarraña). Actualmente, quedan pocos restos.

## Historia
El origen del castillo se sitúa al tiempo de la reconquista del término por Ramón Berenguer IV hacia el 1157-1160, y unos años más tarde perteneció a la orden de Calatrava,. Fue utilizado durante guerra de sucesión y durante Primera Guerra Carlista fue ocupado por las tropas de Ramón Cabrera, que lo modificaron para adaptarlo a las necesidades de la artillería y los fusiles. Lo destruyeron cuando lo tuvieron que abandonar en 1839.

## Descripción
La cumbre de la colina es una altiplanicie de unos 40 metros de largo por unos 17 de anchura máxima. Todo su perímetro está recorrido por restos de muros defensivos que en buena parte limitan con el acantilado. El acceso al castillo era un paso estrecho cortado entre dos rocas. Además, en la cumbre hay diferentes zonas aplanadas que podían haber alojado construcciones, de datación incierta y una cisterna de unos 18 metros cúbicos de capacidad.
Alrededor de la cumbre hay diferentes restos de paredes y se considera que el espacio donde ahora está el cementerio antiguo de La Fresneda podría haber sido el recinto inferior del castillo, mientras que la cumbre era el recinto soberano.
Los restos de la torre del homenaje que hay en la cumbre son posteriores a la Edad Media.